# Stelis morganii
Stelis morganii är en orkidéart som beskrevs av Dodson och Leslie Andrew Garay. Stelis morganii ingår i släktet Stelis och familjen orkidéer. Inga underarter finns listade i Catalogue of Life.